# Armand Fresneau
Pour les articles homonymes, voir Fresneau.
Armand Félix Fresneau, né à Rennes le 5 janvier 1823 et mort à Paris le 13 novembre 1900, est un homme politique français.

## Biographie
Fils du préfet René Fresneau et d'Amélie Jambin des Rochers, propriétaires du manoir de le Hamonay à Bourg-des-Comptes, sa sœur est mariée à Armand Gaultier de La Guistière. Gendre du comte Eugène de Ségur et de Sophie Rostopchine, son fils fut créé comte romain et il est le beau-père du marquis romain Louis Jean Augier de Moussac (zouave pontifical aux côtés d'Athanase de Charette).
Après ses études au collège de Rennes, il est admis, grâce à la situation et aux relations de son père, comme secrétaire particulier auprès du ministre Duchâtel en 1847. Se destinant à la carrière diplomatique, la révolution de février 1848 le lance dans la politique militante. Sa candidature à l'Assemblée constituante, chaudement appuyée par le clergé et par le parti conservateur tout entier, l'emporte, le 23 avril 1848, dans le département d'Ille-et-Vilaine. Il siégea à droite, dans les rangs des monarchistes, prend plusieurs fois la parole à la tribune de l'Assemblée constituante, et, le 6 octobre 1848, au cours du débat sur la Constitution, il insiste en faveur du système qui attribuait au suffrage universel la nomination du président de la République : - « Si nous prenons, dit-il, le président nommé par nous comme un président réel, je crains que nous n'imitions les peuples enfants, et même nous aurons un désavantage qu'ils n'ont pas, car nous ne pourrons pas croire au président que nous aurons fait ici en un quart d'heure par un coup de majorité. » Il conclut en ces termes : « Remettez au pays le soin de choisir le pouvoir exécutif, de le désigner lui-même ; laissez au pays, si je puis m'exprimer ainsi, le droit de lui infuser la force et la puissance dont il a besoin, car le conseil opposé ne pourrait être donné à la République que par ses ennemis, ou du moins par ceux qui ne savent pas où ils la conduiraient. » 
Fresneau soutient, dans une vue hostile aux institutions républicaines, la candidature de Louis-Napoléon Bonaparte à la présidence. Il donne ensuite son suffrage au gouvernement du prince, et, réélu le 13 mai 1849, représentant d'Ille-et-Vilaine à l'Assemblée législative, il continue de se montrer l'adversaire du régime républicain. Le coup d'État du 2 décembre 1851, qui ne le compte point parmi ses partisans, rend Fresneau à la vie privée. Il passe dans ses propriétés tout le temps du second Empire, et fait une seule tentative, d'ailleurs infructueuse, pour entrer au Corps législatif, le 1er juin 1863 : candidat indépendant dans la 2e circonscription du Morbihan, il échoue face à Le Mélorel de la Haichois. 
Fresneau reparait à l'Assemblée nationale du 8 février 1871, comme représentant du Morbihan. De nouveau, il va siéger du côté des monarchistes, où il devient un des membres les plus actifs du parti catholique et légitimiste. Il vote pour la paix, pour les prières publiques, pour l'abrogation des lois d'exil, pour le pouvoir constituant de l'Assemblée, contre le retour à Paris, est un des promoteurs et des signataires de l'adresse d'adhésion au Syllabus, envoyée au pape par un groupe de députés, et diriga plusieurs attaques contre le gouvernement de Thiers. En 1872, il prononce un discours très vif au sujet de la loi sur l'Internationale, et dépose avec son collègue, Caron, un projet de loi tendant à organiser le service des aumôniers dans l'armée. En 1873, il vote pour la démission de Thiers (24 mai), puis il s'associe à toutes les mesures du ministère de Broglie, ainsi qu'aux préparatifs de « fusion » et de restauration monarchique. Après l'échec de cette dernière tentative, le représentant du Morbihan se rallie au vote du septennat. Mais il se retourne contre le cabinet de Broglie et contribue à sa chute (mai 1874), le jour où il est convaincu que les orléanistes avaient mis obstacle à l'avènement du comte de Chambord. On remarque les discours de Fresneau sur la loi électorale municipale, sur l'organisation municipale, son opposition à l'amendement septennaliste de M. Paris, le concours qu'il prête à la motion de la droite en faveur du rétablissement de la monarchie, etc. Il se prononce enfin contre l'amendement Wallon, contre la Constitution du 25 février 1875, pour la loi sur l'enseignement supérieur, etc. 
Après la dissolution de l'Assemblée nationale en 1876, Fresneau ne se représente ni aux élections sénatoriales, ni aux élections législatives, et il se borné à publier une brochure politique sous ce titre significatif : Le Roi (1877), lorsque le renouvellement partiel du 5 janvier 1879 dans le Morbihan le fait rentrer au Sénat. Fresneau reprend sa place parmi les conservateurs monarchistes les plus militants. Il se signale par une opposition ardente aux lois sur l'enseignement présentées par Jules Ferry ; il les combat à la tribune de la Chambre haute, et revient encore (novembre 1880) sur la question religieuse, sous forme d'interpellation, à propos d'une décision des conseils académiques de Besançon et de Douai. Le 10 décembre 1882, il interpelle le ministre Duvaux au sujet de la suppression des emblèmes religieux dans les locaux scolaires ; proteste longuement (juillet 1883) contre la suspension de l'inamovibilité de la magistrature ; combat (novembre 1884) le projet de réforme électorale concernant le recrutement du Sénat ; défend la surtaxe des céréales et les droits sur l'importation des bestiaux (février 1885 et mars 1887) ; attaque (juin suivant et janvier 1887) la gestion financière du gouvernement républicain ; s'élève (février 1886) contre la laïcisation de l'enseignement primaire, et s'oppose en vain (décembre 1887) au vote de la prorogation pour six mois du traité de commerce franco-italien. Il se prononce encore contre la modification du serment judiciaire, contre la réforme du personnel de la magistrature, contre la loi du divorce, contre l'expulsion des princes, contre la nouvelle loi militaire, etc. Réélu sénateur du Morbihan, le 5 janvier 1888, il s'abstient sur le rétablissement du scrutin d'arrondissement (13 février 1889), et vote contre le projet de loi Lisbonne restrictif de la liberté de la presse, et contre la procédure à suivre devant le Sénat pour juger les attentats contre la sûreté de l'État (affaire du général Boulanger).
Il est l'un des quatorze sénateurs qui refusent la confiance au gouvernement Ribot après l'interpellation sur l'affaire de Panama (le 12 décembre 1892).

## Mandats et fonctions
- Député d'Ille-et-Vilaine : 1848 - 1851
- Député du Morbihan : 1871 - 1876
- Sénateur du Morbihan : 1879 - 1900

## Publications
- L'éclectisme (1847)
- La planche de salut (1851)
- De la constitution politique des États de l'Église (1860)
- Évêques et professeurs, réflexions sur les balances de l'État (1863)
- Le Roi (1877)
- La fédération et le clergé (1881)
- La fédération et les domestiques (1881)
- Les Finances de la France sous la Monarchie et sous la République (1881)
- Une nation au pillage (1888)
- L'Atelier français en 1789 (1879)
- Où est la Force ? (1893)

## Sources
- « Armand Fresneau », dans le Dictionnaire des parlementaires français (1889-1940), sous la direction de Jean Jolly, PUF, 1960 [détail de l’édition]